# دریای میانه‌ای

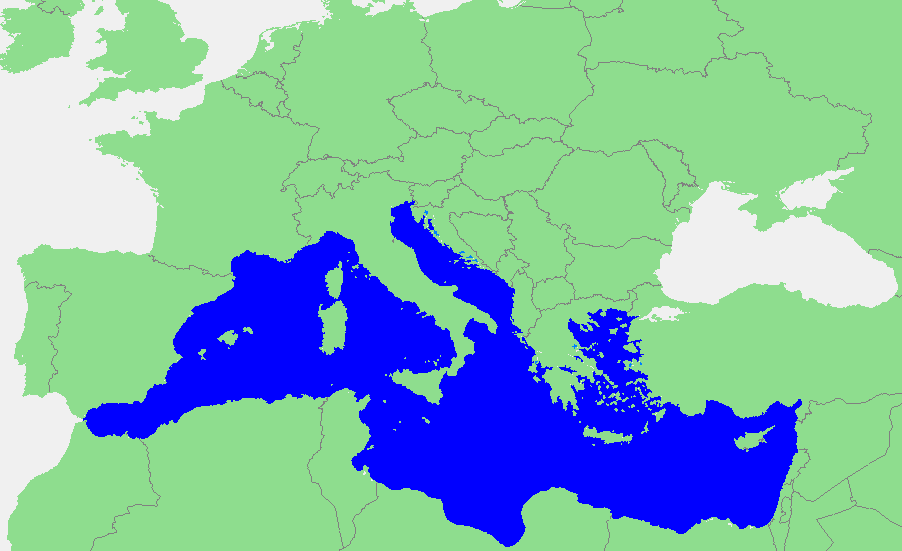
نقشه‌ای از دریای میانه‌ای مدیترانه - ۲۰۰۶

دریای میانه‌ای (انگلیسی: Mediterranean sea) اصطلاحاً به دریاهایی گفته می‌شود که بخش‌های زیادی از دورتادور آنها را خشکی فراگرفته و ارتباط آن‌ها با اقیانوس جهانی زیاد نیست و تنها از طریق گلوگاه‌های کوچکی به اقیانوس‌های جهان مرتبط است. این گونه دریاها تأثیر زیادی از آب و هوای خشکی اطراف گرفته و میزان نمک آنها نیز کم‌تر از دریاهای باز جهان است. خلیج فارس، دریای سرخ، و دریای مدیترانه از نمونه دریاهای میانه‌ای هستند.